# Кіберпсихологія
Кіберпсихологія — це галузь психології, яка досліджує взаємодію людей з цифровими технологіями, такими як Інтернет, соціальні медіа, віртуальна реальність та мобільні додатки. Вона вивчає вплив цих технологій на психічне здоров'я, поведінку, сприйняття та емоційний стан людей.

Виклики кіберпсихології.
1. Цифрова залежність: Постійний доступ до цифрових пристроїв та соціальних медіа може призвести до залежності від Інтернету та мобільних технологій.
2. Кібербулінг: Онлайн насильство та цифрове образливе поведінка можуть спричинити стрес, депресію та інші психічні проблеми.
3. Віртуальна реальність: Занурення у віртуальний світ може викликати проблеми з реальним сприйняттям та відчуттям.
4. Кібербезпека: Зламані акаунти, крадіжка особистої інформації та онлайн шахрайство можуть спричинити тривогу та стрес.

Можливості кіберпсихології.
1. Онлайн психотерапія: Інтернет та мобільні додатки відкривають нові можливості для отримання психологічної підтримки та лікування віддалено.
2. Використання для досліджень: Цифрові технології надають можливості для проведення широкомасштабних досліджень психічного здоров'я та поведінки.
3. Соціальна підтримка: Мережі соціальних медіа можуть сприяти формуванню онлайн спільнот, які надають підтримку та спільність для людей у важкі часи.
4. Е-навчання та саморозвиток: Інтернет та мобільні додатки можуть слугувати платформами для освіти та саморозвитку, надаючи доступ до різноманітних навчальних ресурсів та програм.

Кіберпсихологія — це важлива галузь психології, яка вивчає вплив цифрових технологій на психічне здоров'я та поведінку людей. Вона відображає наші сучасні реалії та виклики, але також відкриває нові можливості для підтримки, лікування та саморозвитку. Розуміння цих аспектів допомагає нам краще використовувати цифрові технології для підтримки нашого психічного здоров'я та добробуту.